# 10285 Renémichelsen
10285 Renémichelsen eller 1982 QX1 är en asteroid i huvudbältet som upptäcktes den 17 augusti 1982 av den svenske astronomen Claes-Ingvar Lagerkvist vid La Silla-observatoriet i Chile. Den är uppkallad efter den danska astronomen René Michelsen.
Asteroiden har en diameter på ungefär 4 kilometer och den tillhör asteroidgruppen Vesta.